# Ginestola gàl·lica
La ginestola gàl·lica ,Chamaecytisus hirsutus, és una planta perenne dins la família de les fabàcies.

## Descripció
Chamaecytisus hirsutus fa de mitjana de 30 a 40 cm d'alt. La tija és més o menys ascendent, lignificada en la seva part més baixa amb branques anuals herbàcies i ascendents (sufruticosa) amb pèls de mm de llargada (d'on prové l'epítet específic llatí hirsutus que significa pilosa). Les fulles són caducifolies i trifoliades, ovades a el·líptiques, piloses en l'anvers i revers, de 18-25 mm de llargada. Les flors són inicialment de color groc taronja després passen a ser marrons-vermelloses. Floreix d'abril a juny. Les seves tavelles fan 25-40 mm de llargada, molt piloses i maduren a finals d'estiu.

## Galeria

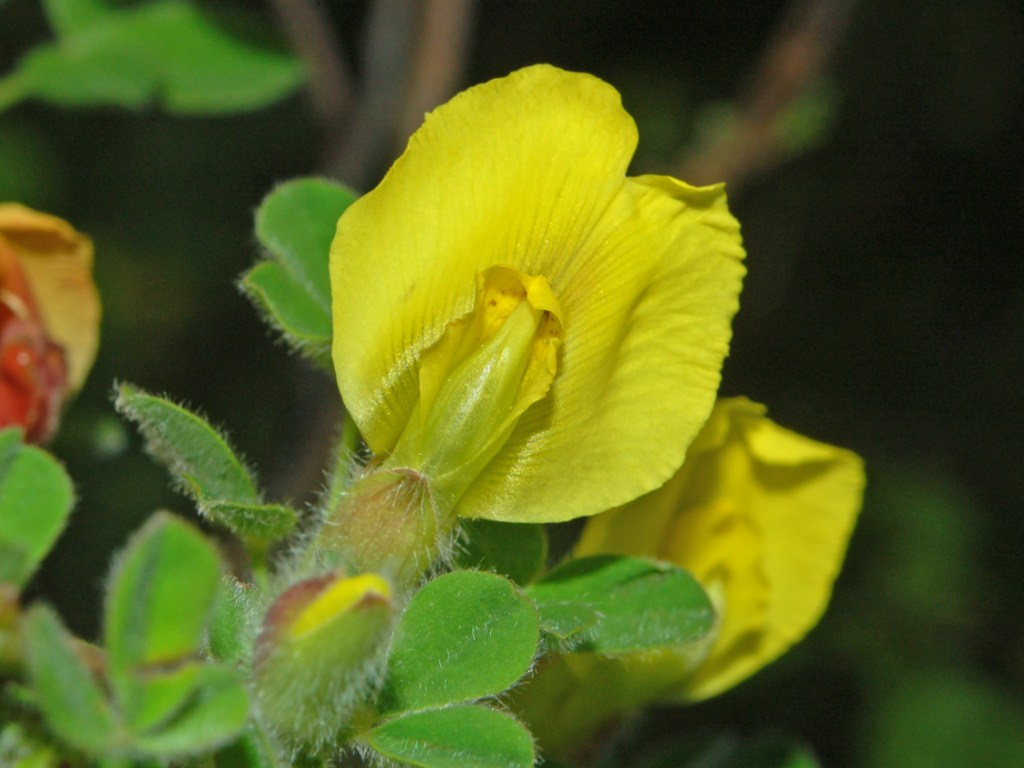
Flor de Chamaecytisus hirsutus
Flor de Chamaecytisus hirsutus
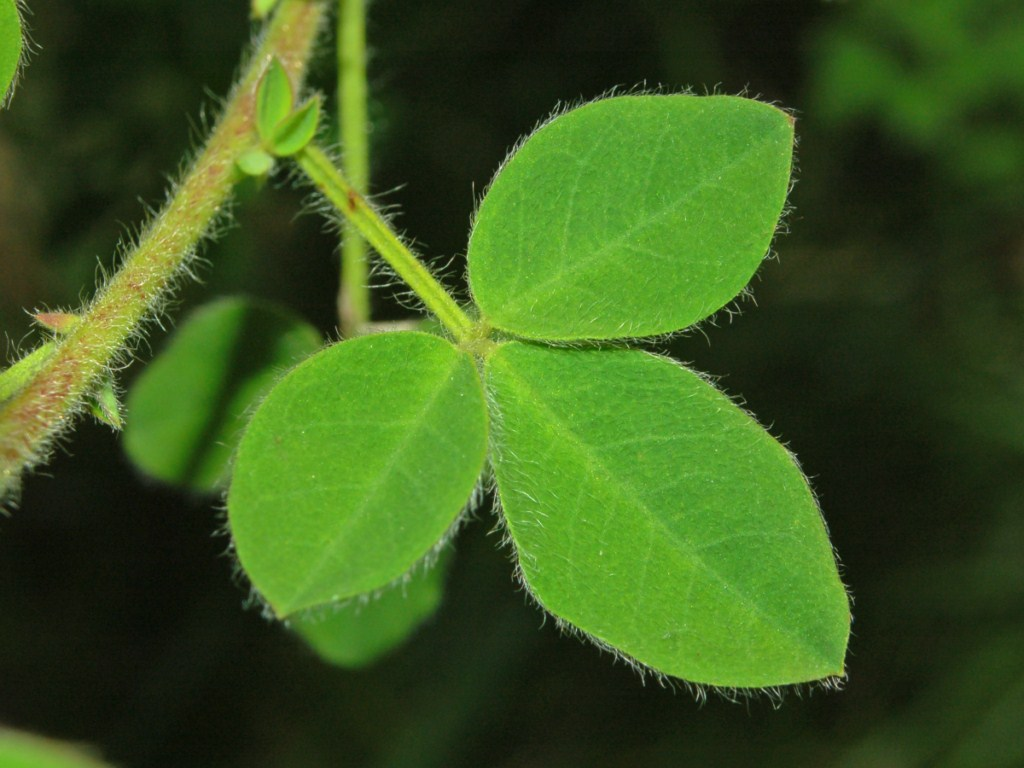
Fulles de Chamaecytisus hirsutus
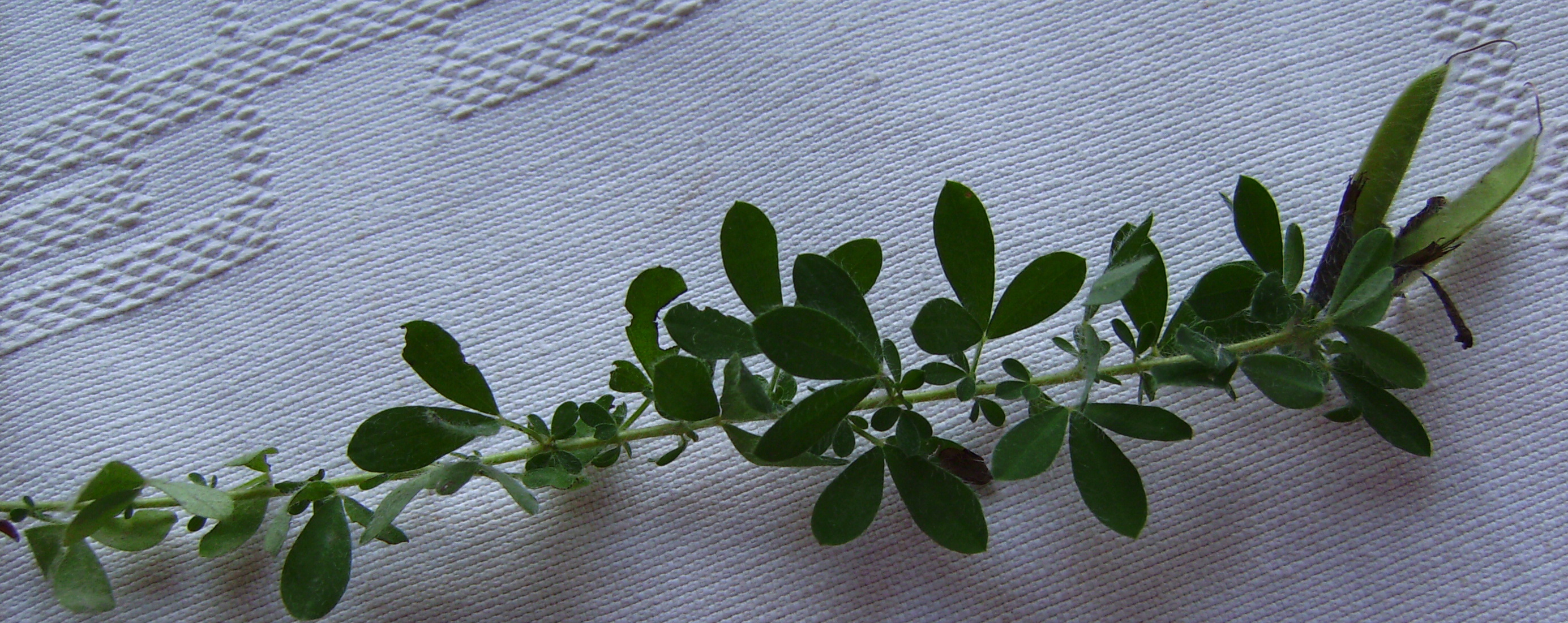
Brot amb fulles i tavelles de Chamaecytisus hirsutus

## Distribució
Europa del centre i del sud incloent Catalunya i el País Valencià.

## Hàbitat
Es troben en ambients calcaris i relativament àrids com són les pastures seques la vora dels boscos. Viu des del nivell del amr als 1500 m d'altitud.